# Pa Gain Nom
Pa Gain Nom est est un groupe de musique carnavalesque et orchestre français originaire de Guyane. Il est dirigé par la chanteuse Orlane Jadfard.

## Étymologie
Le nom du groupe « Pa Gain Nom » vient du créole guyanais et signifie : N’a Pas De Nom.